# Mtsamboro (gemeente)
Mtsamboro is een gemeente in het Franse departement Mayotte, een eiland ten noorden van de Straat Mozambique. In 2017 had de gemeente 7.705 inwoners.

## Geschiedenis
De plaats was tussen de 15e en de 16e eeuw de eerste hoofdstad van het sultanaat Shirazi. Het was toen ook een belangrijke handelshaven. De eerste Europeanen deden de haven aan aan het einde van de 16e eeuw. De plaats werd grotendeels verlaten aan het einde van de 18e eeuw.

## Geografie
De gemeente ligt in het noordwesten van het eiland Grande-Terre en omvat ook het eiland Mtsamboro met een oppervlakte van 2,6 km².
- Library of Congress Control Number: no2001100538
- Nationale Bibliotheek van Israël: 987007465629905171
- Virtual International Authority File: 152776911